# Підіймач
Підіймач (рос. подъёмник; англ. hoist1, lift1, jack2, elevator3; нім. Aufzug m, Hebebock m, Hebezeug n, Lift m, Hebewerk n, Hebeeinrichtung f, Hubwerk n, Fahrstuhl m, Heber m) –

## Різновиди
- 1) Механічна лебідка, наприклад, змонтована на автомобілі, тракторі або окремій рамі.

- 2) Домкрат.

- 3) Ліфт.

- 4) Ерліфт

## Приклади

### Підіймач газорідинний
ПІДІЙМАЧ ГАЗОРІДИННИЙ (рос. подъёмник газожидкостный; англ. gas – liquid lift; нім. Gas–Flüssigkeitslift m, Gas-Flüssigkeitsheber m) — устаткування для підіймання рідини на певну висоту, принцип роботи якого полягає в зменшенні густини суміші рідини з газом у вертикальній чи похилій трубі. Газ може виділятися із рідини (фонтанна нафтова свердловина) або подаватися ззовні (газліфтна нафтова свердловина).

### Підіймач для басейну[1]
Також зустрічається з назвою підйомник для басейну чи ліфт для басейну (pool lift). Спосіб монтажу: стаціонарний (фіксований монтаж, fixed) чи мобільний (портативний, portable). Це пристрій, який допомагає людям похилого віку, травмованим чи людям з інвалідністю здійснювати спуск у воду і підіймання з води на поверхню. Може мати гідравлічний чи електричний привід, акумуляторного типу чи заживленого від електричної мережі. Такий ліфт застосовується у приватних та громадських басейнах, у готелях, реабілітаційних центрах і т.д. як у приміщенні, так і на вулиці. Встановлюється як у скімерних, так і в переливних басейнах.